# Le Vol du secret de l'atome
Pour plus de détails, voir Fiche technique et Distribution.
Le Vol du secret de l'atome (titre original : The Atomic City) est un film américain réalisé par Jerry Hopper, sorti en 1952.
Le film fut nommé à l'Oscar du meilleur scénario original.

## Fiche technique
- Titre original : The Atomic City
- Titre français : Le Vol du secret de l'atome
- Réalisation : Jerry Hopper
- Scénario : Sydney Boehm
- Photographie : Charles Lang
- Montage : Archie Marshek
- Musique : Leith Stevens
- Producteur : Joseph Sistrom
- Société de production : Paramount Pictures
- Pays de production :  États-Unis
- Format : noir et blanc - 1,37:1 - mono
- Genre : film dramatique, thriller
- Durée : 85 minutes
- Date de sortie :
  - États-Unis : 1er mai 1952
- Affiche : Roger Soubie (France)

## Distribution
- Gene Barry : Dr Frank Addison
- Lydia Clarke : Martha Addison
- Michael Moore : Russ Farley
- Nancy Gates : Ellen Haskell
- Lee Aaker : Tommy Addison
- Milburn Stone : Harold Mann
- Bert Freed : Emil Jablons
- Frank Cady : Agent du F.B.I. George Weinberg
- Olan Soule : Mortie Fenton
- Leonard Strong : Donald Clark

## Distinction
Sydney Boehm est nommé pour l'Oscar du meilleur scénario original.